# Lauren Storm
Lauren Marlene Storm (Chicago, 2 gennaio 1987) è un'attrice statunitense.

## Biografia
Ha lavorato in diverse serie televisive, tra cui Malcolm
A 16 anni si è diplomata alla Excelsior School di Los Angeles.

## Filmografia

### Cinema
- Gamebox 1.0 - Gioca o muori (Game Box 1.0), regia di David Hillenbrand e Scott Hillenbrand (2004)
- Cambio di gioco (The Game Plan), regia di Andy Fickman (2007)
- Resurrection Mary, regia di Sean Michael Beyer (2007)
- Whore, regia di Thomas Dekker (2008)
- Una notte con Beth Cooper (I Love You, Beth Cooper), regia di Chris Columbus (2009)
- The Inner Circle, regia di Camille Poisson (2009)
- La strategia di Adam (The Jerk Theory), regia di Scott S. Anderson (2009)
- The Roommate - Il terrore ti dorme accanto (The Roommate), regia di Christian E. Christiansen (2011)
- Munger Road, regia di Nicholas Smith (2011)
- My Eleventh, regia di Gary Entin (2014)
- Last Word, regia di Kris Q. Rehl (2015) - cortometraggio

### Televisione
- Boston Public – serie TV, episodi 1x18-1x21 (2001)
- Malcolm (Malcolm in the Middle) – serie TV, episodi 3x11-3x12 (2002)
- What Leonard Comes Home To (2002)
- 24 – serie TV, episodi 3x01-3x02 (2003)
- The Ripples (2003)
- Joan of Arcadia – serie TV, episodio 1x17 (2004)
- CSI: Miami – serie TV, episodio 3x01 (2004)
- Settimo cielo (7th Heaven) – serie TV, episodio 9x08 (2004)
- Mrs. Harris, regia di Phyllis Nagy (2005)
- Still Standing – serie TV, episodi 3x09-4x16 (2004-2006)
- Flight 29 Down: The Hotel Tango, regia di D.J. MacHale (2007)
- Judy's Got a Gun, regia di Sheree Folkson (2007)
- Flight 29 Down – serie TV, 28 episodi (2005-2007)
- Tutti insieme a Natale (Together Again for the First Time), regia di Jeff Parkin (2008)
- Drop Dead Diva – serie TV, episodio 1x09 (2009)
- Ritorno al Natale (Correcting Christmas), regia di Tim O'Donnell (2014)
- Are You There God? It's Me Margot – serie TV, 6 episodi (2017)

## Doppiatrici italiane
Nelle versioni in italiano dei suoi lavori, Lauren Storm è stata doppiata da:
- Perla Liberatori in Malcolm, Flight 29 Down
- Roberta De Roberto in Cambio di gioco, Una notte con Beth Cooper
- Tatiana Dessi in CSI: Miami
- Elena Liberati in La strategia di Adam